# Bhindār
Bhindār är en ort i Indien.   Den ligger i distriktet Udaipur och delstaten Rajasthan, i den centrala delen av landet, 600 km sydväst om huvudstaden New Delhi. Bhindār ligger 496 meter över havet och antalet invånare är 16 945.
Terrängen runt Bhindār är huvudsakligen platt. Bhindār ligger uppe på en höjd. Runt Bhindār är det ganska tätbefolkat, med 134 invånare per kvadratkilometer. Bhindār är det största samhället i trakten. Trakten runt Bhindār består till största delen av jordbruksmark.